# Xyris indica
Xyris indica là một loài thực vật hạt kín trong họ Hoàng đầu. Loài này được L. miêu tả khoa học đầu tiên năm 1753.